# インドネシアのクリスマス

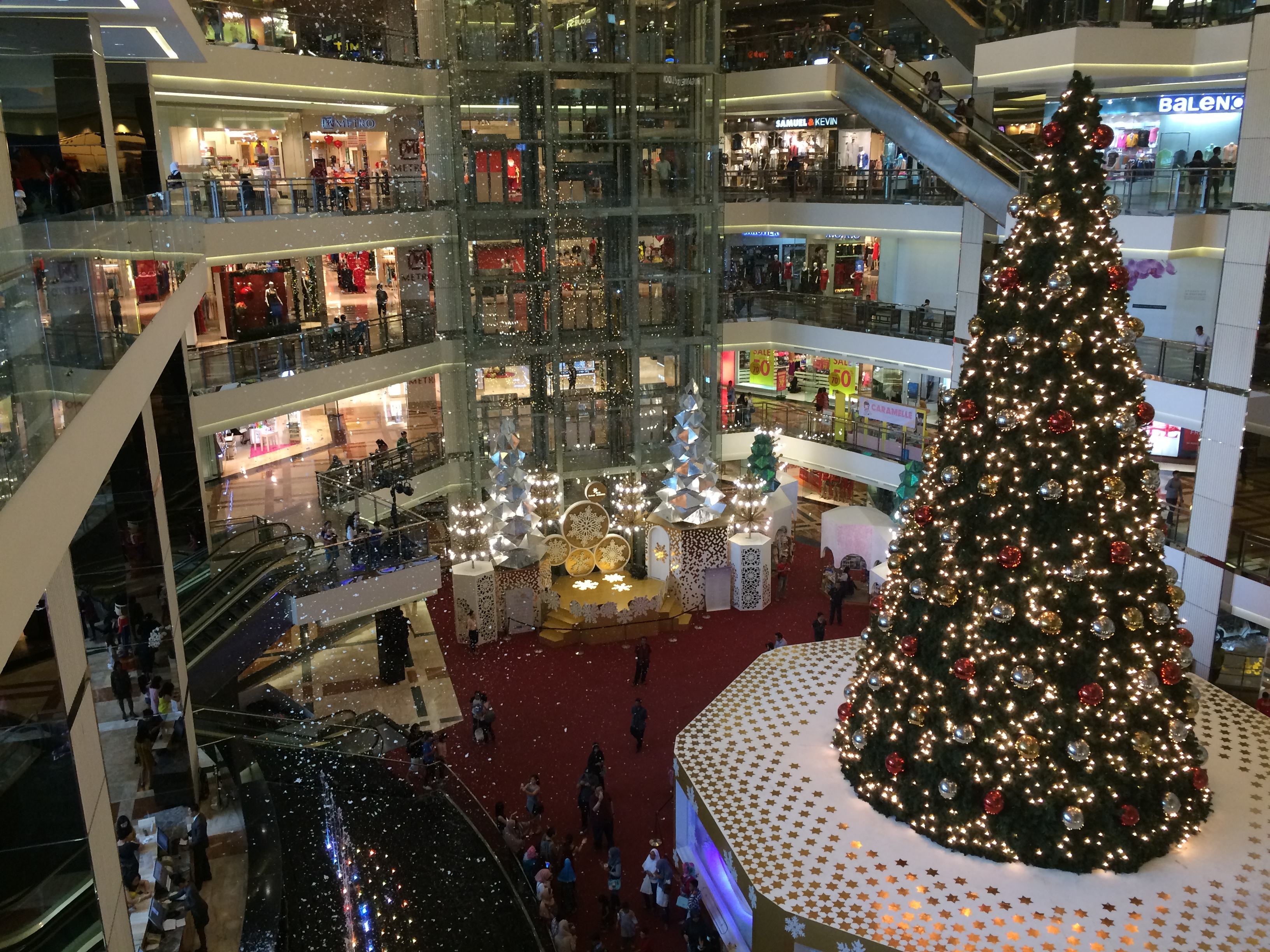
モール・タマン・アングレックのクリスマス・ツリー

インドネシアのクリスマスは現地ではポルトガル語でクリスマスを意味するナタル (Natal) と呼ばれる。インドネシアでは約2,500万人のキリスト教徒（うち約3割がローマ・カトリック教徒）が存在し、全国各地で様々な伝統を持ってクリスマスが祝われる。キリスト教徒（プロテスタントやカトリック）が多い地域では、祝祭や地域の料理でクリスマスが祝われるが、その他にも大都市のショッピングセンターなどでは、プラスチック製のクリスマス・ツリーやシンタクラース (Sinterklaas）の飾りつけが行われる。テレビ各局ではクリスマスの特別番組が組まれ、毎年恒例のクリスマス音楽コンサートや政府主催のクリスマスの祝祭が放送される。クリスマスには伝統的な食べ物の他、ナスター（パイナップルタルトの一種）、カステンゲル、プトリサルジュなどのお菓子が供される。

## 各地域

### パプア

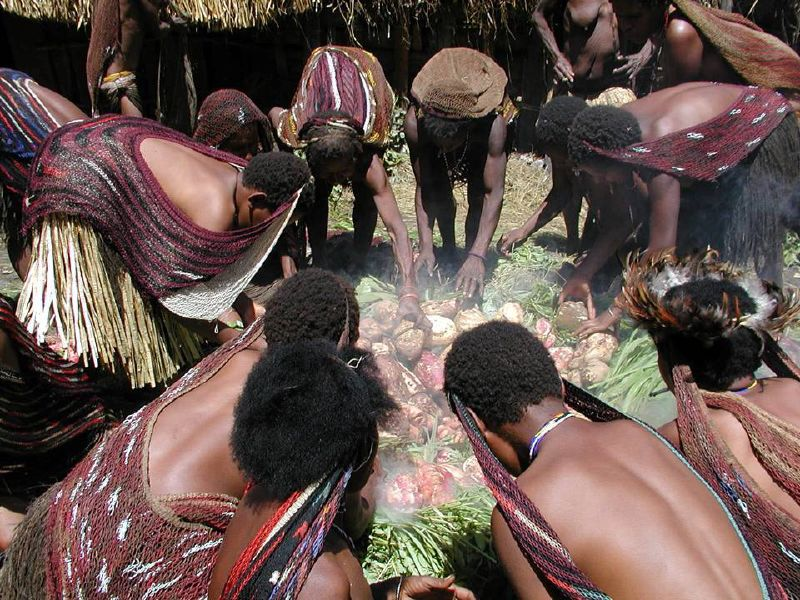
パプワのクリスマスで行われる「バラペン」の様子

パプア地方ではクリスマスのミサの後、バラペン（Barapen, 石焼き）とよばれるクリスマスの饗宴のために豚肉を焼く行事が行われる。豚肉は薪を用いて熱した石の間で火を通される。薪の火にはマッチは用いられず、昔ながらの摩擦熱を利用する方法で火が熾される。バラペンの準備として、パプアの男性は焼き石を並べるための穴を掘り、女性たちはサツマイモ・ヨウサイ・ワラビ・ホウレンソウ・パパイヤなどの野菜を準備する。バラペンでは、まず初めに穴の中に焼石を並べ、その上に豚肉や野菜をのせ、さらに焼石で覆い蓋がされる。この三層を半日ほど維持することで、豚肉に火が通される。バラペンの伝統は豚肉を分け合い食べることで、感謝、一体感、分かち合い、愛が表現されるとされる。

### アンボン
南レイティムールのネゲリ・ナクでは、地元の人々やその周囲を浄化し罪から解放することを象徴するチュチ・ネゲリ (cuci=洗う, negeri=国 ) と呼ばれる儀式を行う。チュチ・ネゲリは各部族が各々の伝統的な儀式を行うために、各集落の講堂などにあつまることから始まる。こののち伝統的な集会場へと歩いて向かうが、このときティファ（インドネシアの伝統打楽器）を打ち鳴らし、これに合わせて歌い踊りながら行進する。進行中、女性たちはキンマ・ビンロウジ・ソピと呼ばれる伝統的な発酵酒などの供物を携える。他にマルク州ではクリスマスイブに教会の鐘が鳴るのと同時に船の警笛が鳴り響くことが特徴として挙げられる。

### ジョグジャカルタ
ジョグジャカルタ区域ではキリストの生誕劇を演じるワヤン・クリが多くみられる。カトリック教会のミサは、ブスカップやブランコンといった伝統的なジャワの民族衣装を着た神父によって現地の言葉で行われる。ムスリムのイド・アル＝フィトルと同様に、クリスマス期間は家族や友人を訪れることに使われ、日本のお年玉と同様に、ジョグジャカルタの子供たちは年長者からお金の入った封筒を受け取る場合もある。

### マナド
マナドではクリスマス前の12月1日から祝祭が始まる。各地域でそれぞれミサ「クリスマス・サファリ」を開催し、地方政府の役人は毎日異なった地域のミサへと参加する。この期間、祭りに参加するほか家族の墓参りや掃除を行う習慣が多くある。一連のクリスマスの期間は1月第1週のクンチ・タオン (kunci taon) と呼ばれる祝祭で終わりとなる。この祭では特徴的な衣装が着られ、地域全体で行われる。

### バリ

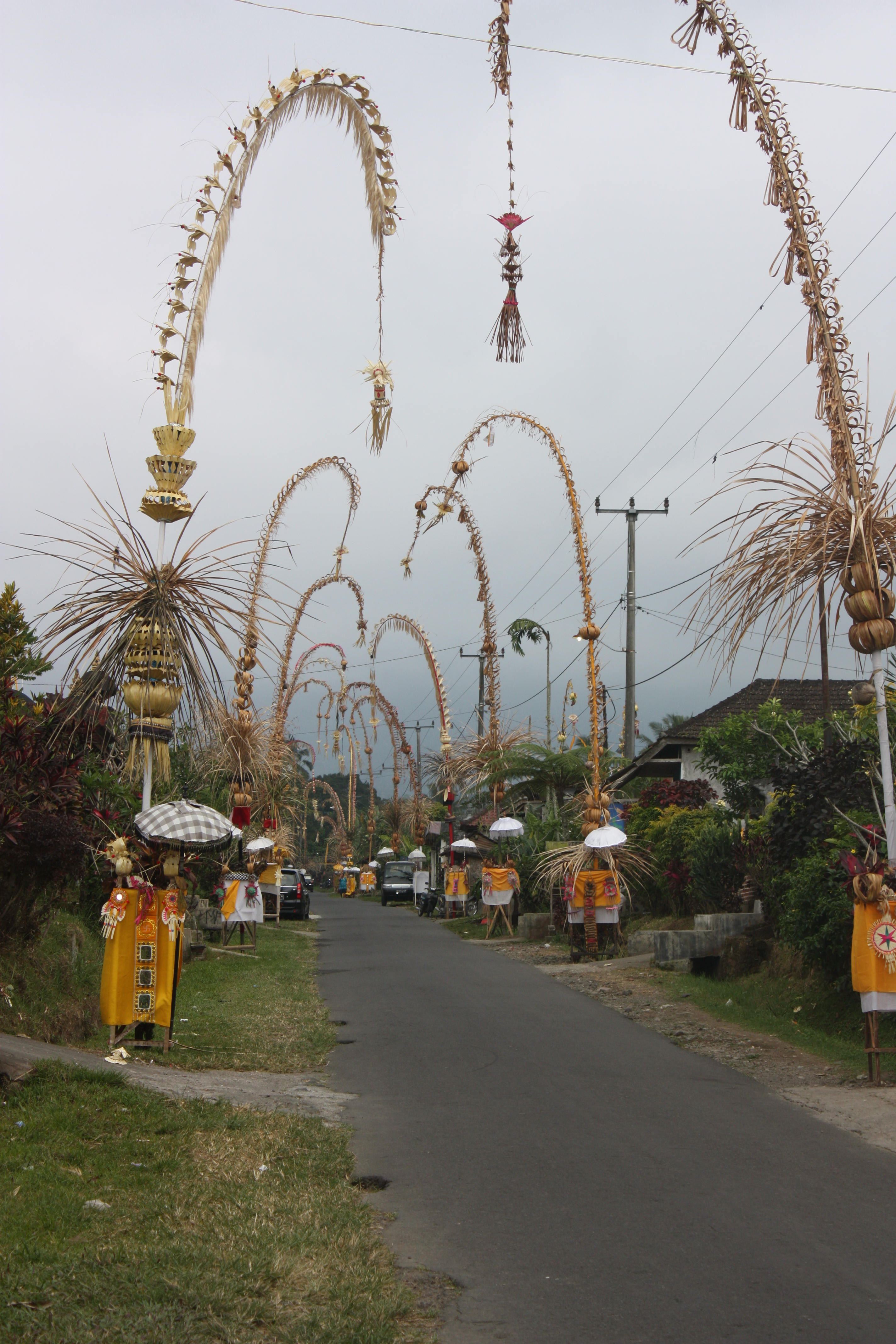
バリにてクリスマスのために街に飾られる「ペンジョール」

キリスト教徒の村のほとんどはバリ島南部に集中している。クリスマスの祝祭はバリのヒンドゥー教の影響を受けている。村の街道はペンジョールと呼ばれる黄色のココナツの葉の装飾で飾られる。このペンジョールはアナンタボガと呼ばれる竜を象徴する。
バリのクリスマスツリーはニワトリの羽から作られる。この特徴的なツリーはいくつかのヨーロッパの国が輸入している。

### トラジャ
トラジャではクリスマス期間中、"Lovely December"と呼ばれる文化・観光祭を開催しており、集団舞踊や料理大会・文化祭・バンブーミュージックや手工芸品の展示会などが催される。

### 北スマトラ

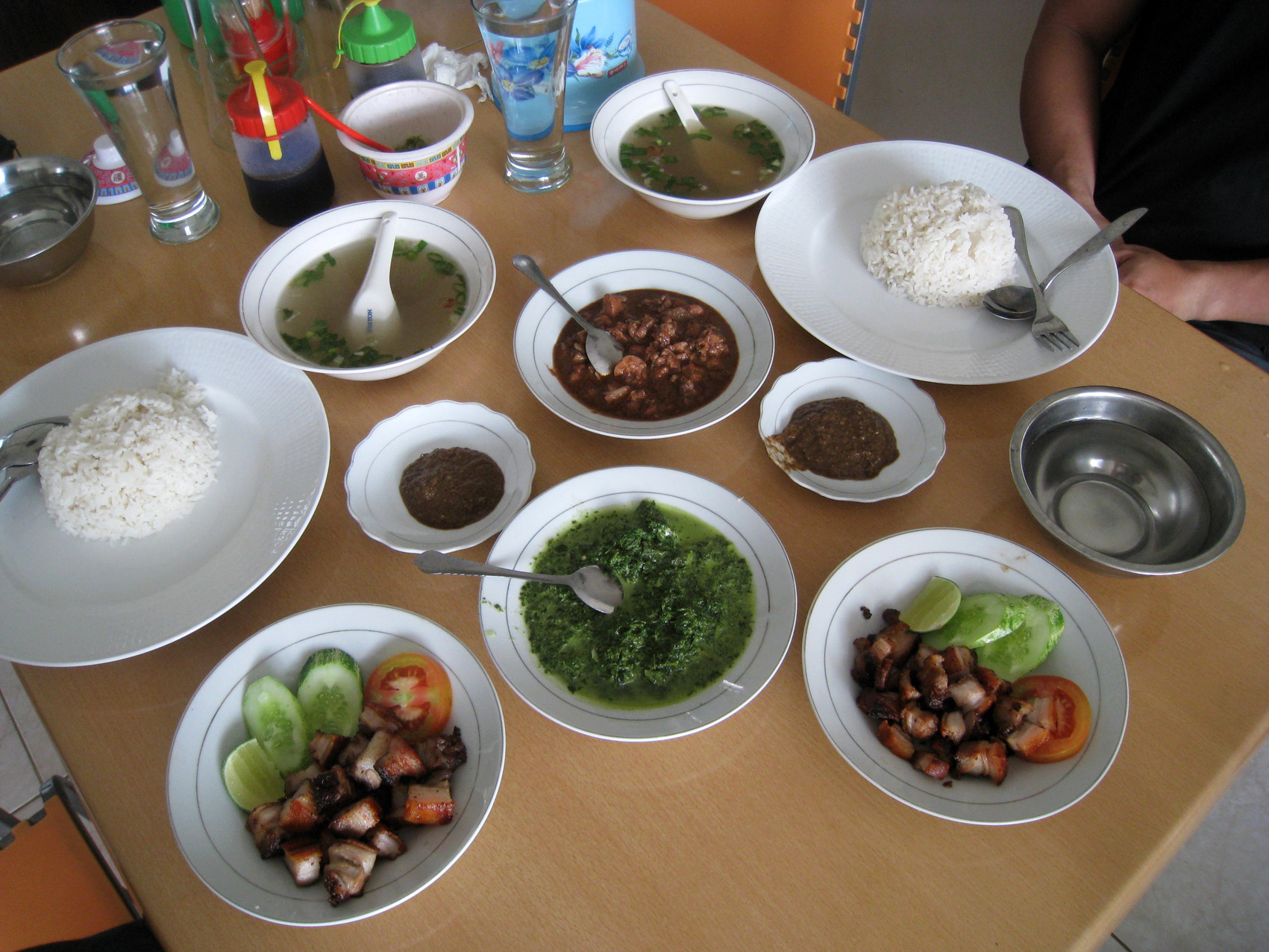
バタックのバビ・パンガン（ロースト・ポーク）。クリスマスの主菜として供されることがおおい

北スマトラのバタックはクリスマス前の数か月前から家畜の購入費用を出し合い貯蓄をはじめ、クリスマスの日には購入した家畜を生け贄としてささげる。この伝統はマルビンダ (Marbinda) とよばれ、一体感や相互の協力を示すものである。生け贄には豚・水牛・牛などが用いられ、肉は費用を出し合ったものすべてで分け合われる。

## 全国クリスマス祝賀会
毎年、インドネシア宗教省はPerayaan Natal Nasional Republik Indonesia（インドネシア共和国・全国クリスマス祝賀会）を開催している。このプログラムはスハルト政権の第6次改造内閣で 行政・官僚改革担当相を務めたプロテスタントのティオパン・ベルンハルッド・シララヒから、当時の大統領であったスハルトへの提案により開始された。それ以来、毎年全国クリスマス祝賀会が開催されているが、2004年にはスマトラ島沖の地震と大津波の犠牲者に、2018年にはスンダ海峡で発生した大津波の犠牲者への哀悼を示し中止されている。2013年まで祝賀会はジャカルタで、多くの場合はジャカルタ・コンベンションセンターで開催されていたが 、2014年にジョコ・ウィドドが大統領に就任すると変更されることとなった。2014年以降は以下の表のとおりに開催されている。
| 年   | 開催地           | 州                   | 日付           | 備考                                                                                             |
| ---- | ---------------- | -------------------- | -------------- | ------------------------------------------------------------------------------------------------ |
| 2014 | ジャヤプラ       | パプア州             | 2014年12月27日 | ジャカルタ首都特別州外で最初に開催された全国クリスマス祝賀会。                                   |
| 2015 | クパン           | 東ヌサ・トゥンガラ州 | 2015年12月28日 |                                                                                                  |
| 2016 | ミナハサ県       | 北スラウェシ州       | 2016年12月27日 | 県単位で最初に開催された全国クリスマス祝賀会。                                                   |
| 2017 | ポンティアナック | 西カリマンタン州     | 2017年12月28日 | インドネシア首都外で大多数がキリスト教徒ではない州・都市で最初に開催された全国クリスマス祝賀会。 |
| 2019 | ボゴール         | 西ジャワ州           | 2019年12月27日 |                                                                                                  |